# Андрєюк В'ячеслав Олексійович
В'ячеслав Олексійович Андрєюк (рос. Вячеслав Алексеевич Андреюк; нар. 11 квітня 1945, Москва — пом. 23 лютого 2010) — радянський футболіст, що грав на позиції захисника.
Виступав, зокрема, за клуб «Торпедо» (Москва), а також національну збірну СРСР.

## Клубна кар'єра
У дорослому футболі дебютував 1963 року виступами за команду клубу «Торпедо» (Москва), в якій провів п'ять сезонів, взявши участь у 111 матчах чемпіонату. Більшість часу, проведеного у складі московського «Торпедо», був основним гравцем захисту команди.
Завершив професійну ігрову кар'єру у клубі «Уралмаш», за команду якого виступав протягом 1968—1969 років.
Помер 23 лютого 2010 року на 65-му році життя.

## Виступи за збірну
Восени 1966 року взяв участь у двох товариських матчах за національну збірну СРСР. Згодом до лав збірної не залучався.
| Дата       | Місто  | Господарі | Результат | Гості | Турнір           | Голи | Примітки |
| ---------- | ------ | --------- | --------- | ----- | ---------------- | ---- | -------- |
| 23/10/1966 | Москва | СРСР      | 2 – 2     | НДР   | товариський матч | -    |          |
| 01/11/1966 | Мілан  | Італія    | 1 – 0     | СРСР  | товариський матч | -    |          |
| Усього     |        | Матчів    | 2         |       | Голів            | 0    |          |